# Billy Harper Quintet in Europe

Billy Harper Quintet in Europe este un album a soxofonistului de jazz american Billy Harper, înregistrat în 1979 pentru casa de discuri italiană Soul Note. Albumul a fost prima lansare a casei de discuri.

## Recepție
Site-ul Allmusic a dat albumului 4 stele, dar în momentul lansării, ca majoritatea înregistrărilor similare, albumul nu a reușit să ajungă la un public larg.

## Lista melodiilor
Toate piesele au fost compose de Billy Harper
1. "Priestess" - 13:10
2. "Calvary" - 7:32
3. "Illumination" - 21:59

Înregistrate la Barigozzi Studio din Milano, Italia pe 24 și 25 ianuarie 1979.

## Formație
- Billy Harper - saxofon tenor
- Everett Hollins - trompetă
- Fred Hersch - pian
- Louie "Mbiki" Spears - contrabas
- Horace Arnold - baterie